# شلادين فيلا
شلادين فيلا أو شلادين وريلا هي بلدية في مقاطعة فولفنبوتل، في سكسونيا السفلي، ألمانيا. تأسست في 1 نوفمبر 2013، حينما كانت بلديات في مقاطعة سامجمايند (Samtgemeinde) والتي كانت بلدية جامعة لـ شلادين، جليده، تم دمج مدينة هورنبورغ، شلادين الأصلية، ولابجديوف (Werlaburgdorf).

## روابط خارجية
- موقع البلدية (بالألمانية)